# Klütz
Klütz település Németországban, Mecklenburg-Elő-Pomeránia tartományban. Lakosainak száma 3128 fő (2023. december 31.).

## Népesség
A település népességének változása:
| Lakosok száma | 3133 | 3114 | 3067 | 3153 | 3128 |
|               | 2017 | 2019 | 2021 | 2022 | 2023 |